# Dylan Bibic
Dylan Bibic (Mississauga (Ontario), 3 augustus 2003), is een Canadees baan- en wegwielrenner die anno 2023 rijdt bij de wielerploeg Israel Premier Tech Academy.

## Carrière
Bij de Canadese kampioenschappen baanwielrennen voor junioren won Bibic in 2021 gouden medailles op tien verschillende onderdelen. In 2022 won hij als eerste Canadees in de geschiedenis goud op het onderdeel scratch op het wereldkampioenschap baanwielrennen. Daarnaast won hij ook meerdere gouden medailles op de Pan-Amerikaanse kampioenschappen

## Palmares
| Jaar      | CK | PAK                                                                | WK                                 | Overige  |          |
| Junioren  | Junioren | Junioren                                                           | Junioren                           | Junioren | Junioren |
| --------- | --- | ------------------------------------------------------------------ | ---------------------------------- | -------- | -------- |
| 2021      | achtervolging · afvalkoers · keirin · kilometer · koppelkoers · scratch · sprint · ploegenachtervolging · puntenkoers · teamsprint |                                                                    | puntenkoers · omnium · koppelkoers |          |          |
| Als elite | |                                                                    |                                    |          |          |
| 2022      | koppelkoers · omnium | afvalkoers · koppelkoers · omnium · scratch                        | scratch                            |          |          |
| 2023      | koppelkoers · omnium · scratch · achtervolging · 1km tijdrit                                                                       | afvalkoers · koppelkoers · omnium · ploegenachtervolging · scratch | afvalkoers                         |          |          |
| 2024      | afvalkoers · omnium · puntenkoers · 1km tijdrit                                                                                    |                                                                    | afvalkoers                         |          |          |